# Libyogomphus bwambae
Libyogomphus bwambae – gatunek ważki z rodziny gadziogłówkowatych (Gomphidae). Znany tylko z Parku Narodowego Semuliki w zachodniej Ugandzie; być może występuje też na przyległym obszarze Demokratycznej Republiki Konga.